# Charles Jacques Édouard Morren

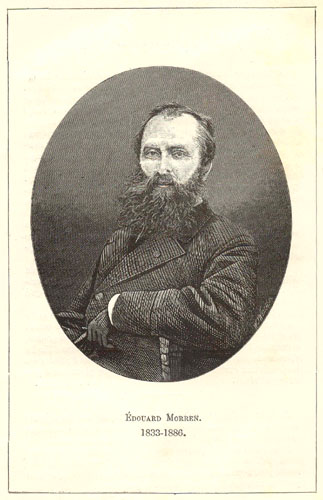
Charles Jacques Édouard Morren

Charles Jacques Édouard Morren (* 2. Dezember 1833 in Gent; † 28. Februar 1886 in Liège) war ein belgischer Professor für Botanik und von 1857 bis 1886 als Nachfolger seines Vaters Charles François Antoine Morren Direktor des Jardin botanique de l'Université de Liège. Sein Interesse galt den Bromeliengewächsen. Sein offizielles botanisches Autorenkürzel lautet „É.Morren“.

## Leben
Édouard Morren war zusammen mit seinem Vater Herausgeber der Gartenbauzeitschrift La Belgique Horticole, die zwischen 1851 und 1885 erschien und in der er auch zahlreiche neue Pflanzenarten beschrieb. Seine Arbeit an einer umfassenden Monographie der Bromeliengewächse wurde durch seinen Tod mit 53 Jahren unterbrochen. Manuskripte und aquarellierte Abbildungstafeln wurden von seiner Witwe an die Bibliothek der Kew Gardens verkauft, wo sie von John Gilbert Baker und Carl Christian Mez ausgewertet werden konnten, die viele von Morren nicht mehr publizierte Arten beschrieben. Baker nutzte die Zeichnungen Morrens in seinem Handbook of the Bromeliaceae, das 1889 erschien. Zur Ausarbeitung der Tafeln hatte Morren vier Zeichner beschäftigt: Marie Jean Guillaume Cambresier, R. Sartorius, Francois Stroobant (1819–1916) und François De Tollenaere. Ihr künstlerischer Stil beeinflusste später Margaret Mee.

## Ehrungen
Charles Jacques Édouard Morren wurde 1857 zum Mitglied der Deutschen Akademie der Naturforscher Leopoldina gewählt. Er war Mitglied der Gesellschaft Deutscher Naturforscher und Ärzte. Im Dezember 1861 wurde er korrespondierendes und im Dezember 1871 volles Mitglied der Académie royale des Sciences, des Lettres et des Beaux-Arts de Belgique.

## Schriften (Auswahl)
- Dissertation sur les feuilles vertes et colorées envisagées spécialement au point de vue des rapports de la chlorophylle et de l'érythrophylle. Gand: Annoot-Braeckman, 1858 Archive
- Charles Morren : sa vie et ses oeuvres. 2. Aufl., Gand: Annoot-Braeckman, 1860
- Mémorandum des travaux de botanique et de physiologie végétale qui ont été publiés par l'Académie Royale des Sciences, des Lettres et des Beaux-arts de Belgique pendant le premier siècle de son existence (1772–1871). Brüssel: Hayez, 1872
- Description de l'Institut Botanique de l'Université de Liége. Liége: Boverie, 1885